# Hakeem Olajuwon
Hakeem Abdul "The Dream" Olajuwon (Lagos, 21 de janeiro de 1963) é um ex-jogador nigeriano-americano de basquete que atuou pela National Basketball Association (NBA). Foi draftado na primeira posição pelo Houston Rockets no Draft da NBA de 1984, naquele que é considerado por muitos o melhor draft da história, e deixando na 3° posição ninguém menos que Michael Jordan. Durante 18 temporadas na liga (1984-85 até 2001-02), foi bicampeão pelo Houston Rockets em 1994 e 1995. Possui 26.946 pontos, 13.748 rebotes, 3.830 tocos e 2.875 roubos de bola em 1.238 partidas. Em 1996, foi escolhido como um dos 50 melhores jogadores de todos os tempos da NBA, e é um dos oito jogadores na história da liga a ter mais de 20.000 pontos e 12.000 rebotes. Além disso, é o único jogador na história da liga a fazer mais de 200 tocos e 200 roubos de bola em uma única temporada (1988-89), e um dos quatro jogadores a marcarem um quadruplo-duplo em uma partida.
Uma curiosidade a seu respeito é que, devido a sua fé muçulmana, que proíbe homens de usar ouro, ele leiloou o primeiro anel que ganhou por ter sido campeão da NBA. Quando conquistou a liga pela 2.ª vez, sua equipe (Houston Rockets) mandou fazer um anel de platina especial para que ele pudesse usá-lo.

## Primeiros anos
Hakeem Olajuwon é filho de Salim e Abike Olajuwon, proprietários de um negócio de cimento em Lagos. Ele foi o terceiro de oito filhos. Ele credita seus pais com incutir virtudes de trabalho duro e disciplina para ele e seus irmãos; "Eles nos ensinaram a ser honestos, trabalhar duro, respeitar os mais velhos e acreditar em nós mesmos". Olajuwon expressou descontentamento com a sua infância na Nigéria, sendo caracterizado como atrasado. "Lagos é uma cidade muito cosmopolita... Existem muitos grupos étnicos. Eu cresci em um ambiente onde havia diferentes tipos de pessoas".
Durante sua juventude, Olajuwon era um goleiro de futebol, o que ajudou a dar a ele o trabalho de pernas e agilidade para equilibrar seu tamanho e força no basquete e também contribuiu para sua habilidade de fazer tocos. Olajuwon não jogou basquete até 17 anos, quando ele entrou em um torneio local.
Apesar das dificuldades iniciais, Olajuwon disse: "O basquete é algo que é tão único. Que imediatamente eu começo a jogar e, você sabe, percebo que esta é a minha vida. Todos os outros esportes se tornaram obsoletos."

## Carreira universitária
Olajuwon emigrou da Nigéria para jogar basquete na Universidade de Houston sob o comando de Guy Lewis. Olajuwon não era altamente recrutado e apenas foi oferecido a ele uma visita à universidade para trabalhar na equipe técnica, com base na recomendação de um amigo de Lewis que tinha visto Olajuwon jogar. Mais tarde, ele lembrou que quando chegou originalmente ao aeroporto em 1980 para a visita, nenhum representante da universidade estava lá para cumprimentá-lo. Quando ele ligou para o pessoal, disseram-lhe para pegar um táxi para a universidade.

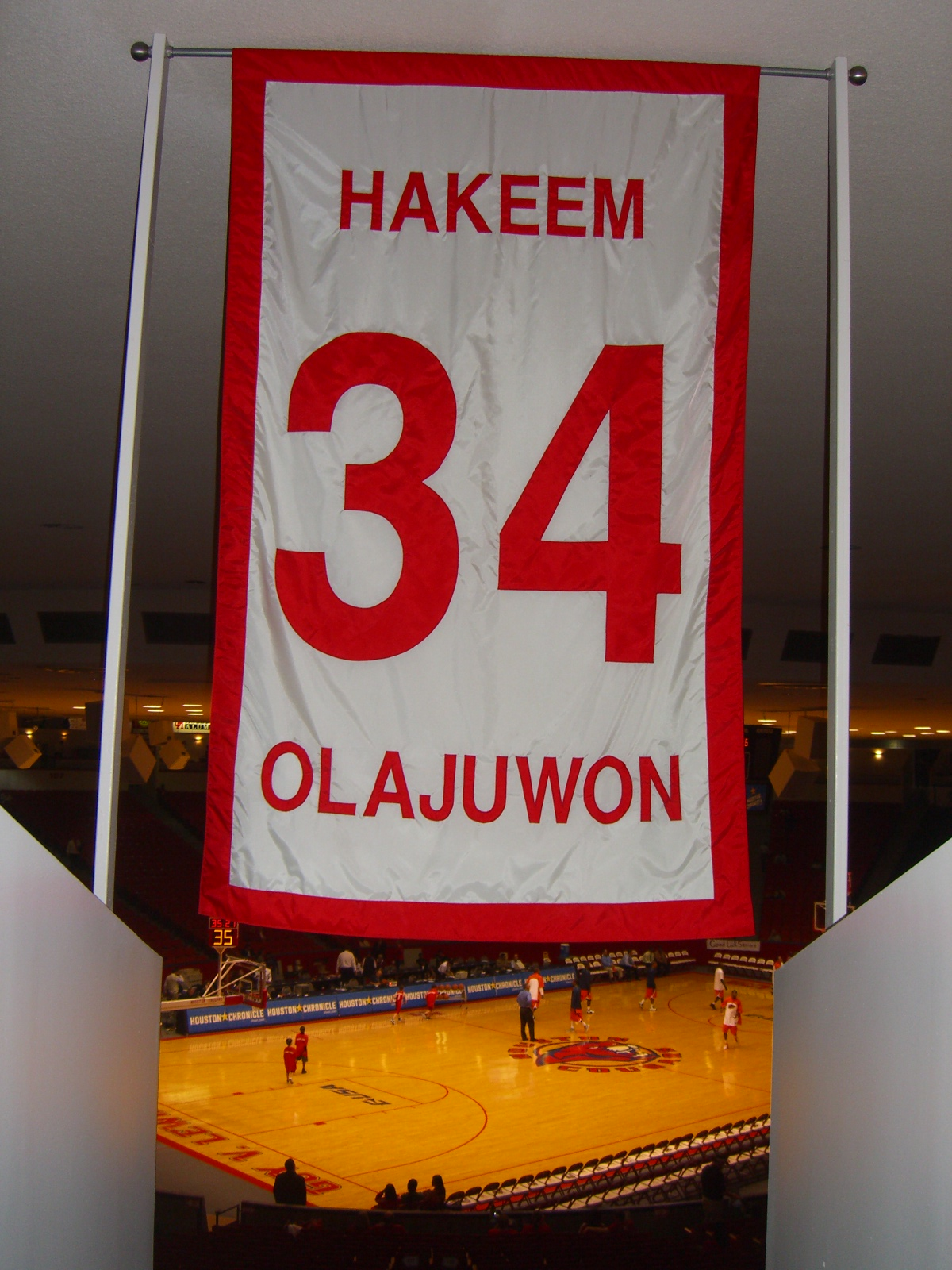
Um dos cinco únicos números aposentados pelo time masculino da Universidade de Houston, o #34 de Olajuwon está no Pavilhão Hofheinz

Depois de não jogar em seu ano de calouro em 1980-81, porque ele ainda não tinha autorização da NCAA, Olajuwon jogou na temporada de 1981-82 e os Cougars foram eliminados na Final Four pelo eventual campeão da NCAA, Universidade da Carolina do Norte. Olajuwon buscou orientação da equipe técnica sobre como aumentar seu tempo de jogo e foi aconselhado a trabalhar com o jogador da NBA, Moses Malone. Malone, que na época jogava no Houston Rockets, da NBA, treinava quando não tinha jogos no Fonde Recreation Center. Olajuwon juntou-se aos treinos e enfrentou Malone em vários jogos durante o verão. Olajuwon creditou esta experiência ao rápido aprimoramento de seu jogo: "O jeito que Moses me ajudou foi estar jogando e me permitindo ir contra esse nível de competição. Ele era o melhor center da NBA na época, então eu estava tentando melhorar meu jogo contra os melhores."
Olajuwon retornou daquele verão como um jogador diferente. Ele e seus companheiros de equipe (incluindo Clyde Drexler) formaram o que foi apelidado de "Phi Slama Jama", a primeira "fraternidade" de enterrada, assim chamada por causa de sua destreza no ar. Ele ajudou os Cougars a avançar para consecutivas finais da NCAA, onde perdeu para Universidade da Carolina do Norte em 1983 e Georgetown de Patrick Ewing em 1984. Olajuwon venceu o prêmio de MVP da NCAA em 1983, apesar de ter jogado pelo time perdedor no último jogo. Ele é, até à data, o último jogador perdedor a receber esta honra. Drexler partiu para a NBA em 1983, deixando Olajuwon como a estrela solitária da equipe.
Depois da temporada de 1983-84, Olajuwon debateu se deveria permanecer na faculdade ou se declarar para o Draft da NBA. Naquela época, a primeira escolha era decidida por um lançamento de moeda. Olajuwon lembrou: "Eu realmente acreditava que Houston ia ganhar e ficar com a 1° escolha, e eu realmente queria jogar em Houston, então tive que tomar essa decisão (sair mais cedo)." Sua intuição se mostrou correta e um lance de sorte colocou Houston à frente do Portland Trail Blazers. Olajuwon foi considerado o melhor jogador do Draft no verão de 1984, em meio a colegas e futuros astros da NBA, Michael Jordan, Charles Barkley e John Stockton.
Em sua autobiografia, Living the Dream, Olajuwon menciona uma intrigante troca oferecida aos Rockets que teria enviado Clyde Drexler e a segunda escolha no Draft da NBA de 1984, de Portland, em troca de Ralph Sampson. Os Rockets poderiam ter escolhido Michael Jordan com a segunda escolha e jogar ao lado de Olajuwon e Drexler, que haviam estabelecido química durante seus dias de Phi Slama Jama na faculdade. O jornalista esportivo Sam Smith especula que tal troca "teria mudado a história da liga e talvez toda a lenda de Michael Jordan". De 1991 a 1998, todas as equipes que chegaram a Final da NBA incluíram Jordan ou Olajuwon; Além disso, Drexler, Jordan e Olajuwon estiveram envolvido em todas as finais da NBA de 1990 a 1998.

## Carreira profissional

### Houston Rockers

#### Primeiros anos
Os Rockets tiveram sucesso imediato durante a temporada de estreia de Olajuwon, já que seu recorde de vitórias e derrotas melhorou de 29-53 em 1983-84 para 48-34 em 1984-85. Ele se juntou ao Novato do Ano de 1984, Ralph Sampson, de 2.24 m, para formar a dupla chamada de: "Torres gêmeas". Olajuwon teve uma média de 20,6 pontos, 11,9 rebotes e 2,68 bloqueios em sua temporada de estreia. Ele terminou como vice-campeão de Michael Jordan no prêmio de Novato do Ano em 1985, eles foram os únicos novatos a receber votos.
Olajuwon teve uma média de 23,5 pontos, 11,5 rebotes e 3,4 bloqueios por jogo durante sua segunda temporada profissional (1985-86). Os Rockets terminaram com um recorde de 51-31 e avançaram até as finais da Conferência Oeste, onde enfrentaram o atual campeão Los Angeles Lakers. O Rockets ganhou a série com bastante facilidade, quatro jogos a um, chocando o mundo dos esportes e levando Olajuwon a capa da Sports Illustrated. Olajuwon marcou 75 pontos em vitórias nos jogos três e quatro, e após o jogo o treinador dos Lakers, Pat Riley, comentou: "Nós tentamos de tudo. Colocamos quatro jogadores nele. Marcamos de diferentes ângulos. Ele é um grande jogador." Os Rockets avançaram para as Finais da NBA de 1986, onde perderam em seis jogos para o Boston Celtics, cuja equipe de 1986 é considerada uma das melhores equipes da história da NBA.

#### Meio da carreira

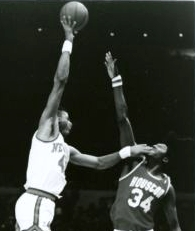
Olajuwon (à direita) marcando Jawann Oldham em 25 de novembro de 1986

Durante a temporada de 1987-88, Sampson (que estava sofrendo com lesões no joelho que acabariam por terminar sua carreira prematuramente) foi negociado com o Golden State Warriors. A temporada de 1988-89 foi a primeira temporada completa de Olajuwon como líder indiscutível dos Rockets. Essa mudança também coincidiu com a contratação do novo técnico Don Chaney. Os Rockets terminaram a temporada regular com um recorde de 45-37 e Olajuwon terminou a temporada como o líder da liga em rebotes (13,5 por jogo). Esse desempenho foi consistente com suas médias de 24,8 pontos e 3,4 bloqueios. Olajuwon teve números excepcionais nos playoff de 37,5 ppg e 16,8 rpg, além de um recorde de pontos em uma série de playoffs de quatro jogos (150). No entanto, os Rockets foram eliminados na primeira rodada pelo Seattle SuperSonics, 3 jogos a 1.
A temporada 1989-90 foi uma decepção para os Rockets. Eles terminaram a temporada com um recorde de 41-41 e apesar de terem ido para os playoffs, eles foram eliminados em quatro jogos pelos Lakers. Olajuwon construiu uma das temporadas defensivas mais produtivas de um jogador da história da NBA. Ele foi líder em rebotes (14,0 por jogo) e liderou a liga em bloqueios, com média de 4,6 por jogo. Ele é o único jogador desde que a NBA começou a ter a estatísticas de bloqueios em 1973-74, com média de +14 rebotes e +4.5 bloqueios por jogo na mesma temporada. Ao fazer isso, ele se juntou a Kareem Abdul-Jabbar e Bill Walton como os únicos jogadores da história da NBA (naquele momento) a liderar a liga em rebotes e bloqueios na mesma temporada. Olajuwon também registrou um duplo quádruplo durante a temporada, tornando-se apenas o terceiro jogador na história da NBA a fazê-lo.
Os Rockets terminaram a temporada 1990-91 com um recorde de 52-30. Olajuwon teve uma média de 21,8 pontos por jogo em 1990-91, mas devido a uma lesão no seu olho causado por uma cotovelada, ele não jogou em jogos suficientes (56) para se qualificar para o ranking de rebote. Caso contrário, ele teria vencido pelo terceiro ano consecutivo, com média de 13,8 por jogo (o líder da liga, Robinson, teve 13.0 rpg). Ele também teve uma média de 3.95 bloqueios por jogo. No entanto, os Rockets foram varridos nos playoffs pelo LA Lakers.
A temporada seguinte foi um ponto baixo para os Rockets durante o tempo de Olajuwon. Eles terminaram com um recorde de 42-40 e não foram para os playoffs pela primeira vez na carreira de Olajuwon. Ele perdeu duas semanas no início da temporada devido a um batimento cardíaco acelerado. Apesar de seus números habituais, ele não conseguiu tirar seu time da mediocridade. Desde as finais em 1986, os Rockets fora para os playoffs cinco vezes, mas o recorde na série de playoffs foi de 1-5 e foram eliminados na primeira rodada quatro vezes. Após a temporada, Olajuwon solicitou um novo contrato; seu salário era consideravelmente baixo e proibia especificamente a renegociação. Ele também expressou descontentamento com os esforços da organização para cercá-lo de jogadores de qualidade. Os diretores enfureceram Olajuwon durante a temporada, quando o acusaram de fingir uma lesão no tendão devido a sua infelicidade em relação à situação do contrato. Seu agente citou suas diferenças com a organização como sendo "irreconciliáveis", e Olajuwon insultou publicamente o proprietário Charlie Thomas.
No entanto, ele não foi negociado e os Rockets começaram a temporada com um novo treinador, Rudy Tomjanovich. Olajuwon melhorou suas assistências em 1992-93, estabelecendo 3,5 assistências por jogo. Essa disposição de passar a bola aumentou sua pontuação, tornando mais difícil para as equipes adversárias dobrarem e triplicarem a marcação. Olajuwon teve 26,1 pontos por jogo. Os Rockets estabeleceram um novo recorde de franquia com 55 vitórias e avançou para a segunda rodada dos playoffs, empurrando o Seattle SuperSonics para um sétimo jogo antes de perder na prorrogação, 103-100. Ele terminou em segundo no prêmio de MVP, perdendo para Charles Barkley por  59-22 votos. A equipe o recompensou com uma extensão de contrato de quatro anos no final da temporada regular. Em contraste com o ano anterior, os Rockets entraram na temporada de 1993-94 como um time em ascensão. Eles tinham um núcleo sólido de jovens jogadores e veteranos, com Olajuwon entrando no seu auge.

#### Títulos
Olajuwon ganhou fama de clutch e também como um dos principais center da história, com base em suas performances nas temporadas de 1993–94 e 1994–95. Ele superou centers como Patrick Ewing, David Robinson, Shaquille O'Neal e Dikembe Mutombo, e outros grandes defensores como Dennis Rodman e Karl Malone. Muitas de suas batalhas foram com seu rival David Robinson do San Antonio Spurs. Nos 30 confrontos frente a frente durante as sete temporadas de 1989 a 1996, quando Olajuwon e Robinson estavam no auge, Olajuwon teve uma média de 26,3 pontos por jogo, enquanto Robinson tinha 22,1 pontos por jogo.
Olajuwon levou os Rockets ao título da NBA em 1994 em uma série de sete jogos contra o New York Knicks. No jogo 7, Olajuwon marcou 25 pontos e 10 rebotes, o que ajudou a derrotar os Knicks, trazendo o primeiro título profissional de Houston desde que o Houston Oilers venceu o campeonato de futebol americano em 1961. Olajuwon dominou Ewing, superando-o em todos os jogos da série e com média de 26,9 pontos por jogo, em comparação com 18,9 pontos por jogo de Ewing. Por seus esforços, Olajuwon foi eleito o MVP das Finais da NBA.
Olajuwon estava no auge de sua carreira. Em 1994, ele se tornou o único jogador na história da NBA a ganhar os prêmios de MVP, MVP das Finals e Jogador Defensivo do Ano na mesma temporada. Ele também foi o primeiro jogador nascido no exterior a ganhar o prêmio de MVP da liga.
Apesar de um início lento da equipe e Olajuwon não jogando em oito jogos com anemia, os Rockets foram bi-campeões em 1995. Eles foram reforçados em parte pela aquisição de Clyde Drexler que jogou na Universidade de Houston com Olajuwon. Ele teve uma média de 27,8 pontos, 10,8 rebotes e 3,4 bloqueios por jogo durante a temporada regular. Olajuwon mostrou talvez os momentos mais impressionantes da sua carreira durante os playoffs. O center do San Antonio Spurs, David Robinson, recentemente coroado MVP, foi superado por Olajuwon nas Finais da Conferência. Quando perguntado mais tarde o que uma equipe precisava fazer para "marcar" Olajuwon, Robinson disse à revista LIFE: "Hakeem? Você não marca Hakeem". Os Rockets ganharam todos os jogos fora de casa dessa série.
Nas finais da NBA, os Rockets varreram o Orlando Magic, que foi liderado por um jovem Shaquille O'Neal. Olajuwon superou O'Neal em todos os jogos, marcando mais de 30 pontos em cada. Olajuwon foi novamente nomeado MVP das Finais. Ele obteve uma média de 33,0 pontos, 10,3 rebotes e 2,81 bloqueios nos Playoffs de 1995.

#### Período pós-títulos
O bi-campeonato dos Rockets terminou quando eles foram eliminados na segunda rodada dos Playoffs da NBA de 1996 pelo eventual campeão da Conferência Oeste, o Seattle SuperSonics. Michael Jordan havia retornado de um hiato de 18 meses em março de 1995 e seu Chicago Bulls dominou a liga nos três anos seguintes (1996-98). Os Bulls e Rockets nunca se encontraram nos Playoffs da NBA.
Os Rockets teve uma temporada de 57 vitórias na temporada 1996-97, quando contratou Charles Barkley. Eles perderam nas finais da Conferência Oeste em seis jogos para o Utah Jazz. Após uma média de 26,9 e 23,2 pontos em 1995-96 e 1996-97, respectivamente, a produção pontual de Olajuwon caiu para 16,4 em 1997-98.
Em 1998-99, os Rockets adquiriram o veterano All-Star Scottie Pippen e terminou com um recorde de 31-19 na temporada regular encurtada. A produção de pontos de Olajuwon subiu para 18,9 pontos por jogo. No entanto, eles perderam na primeira rodada novamente, desta vez para os Lakers. Após a temporada, Pippen foi negociado para o Portland Trail Blazers.

### Toronto Raptors
Houston começou a se reconstruir, trazendo os jovens Cuttino Mobley e o co-rookie do ano de 2000, Steve Francis. Em 2 de agosto de 2001, depois de recusar um acordo de US $ 13 milhões com os Rockets, Olajuwon foi negociado para o Toronto Raptors por picks de draft (o mais alto foi usado por Houston para selecionara Boštjan Nachbar como a 15° escolha no Draft da NBA de 2002). tendo um contrato de três anos que lhe daria US $ 18 milhões.
Olajuwon teve uma média de 7,1 pontos e 6,0 rebotes por jogo na temporada final da NBA, quando decidiu se aposentar no outono de 2002, devido a uma lesão nas costas.
Olajuwon se aposentou como o líder da liga de todos os tempos no total de bloqueios com 3.830, embora os bloqueios não tenha se tornado uma estatística oficial até a temporada de 1973-74 da NBA. Pouco depois de sua aposentadoria, sua camisa #34 foi aposentada pelos Rockets.

## Equipe nacional
Em 1980, antes de chegar aos EUA, Olajuwon jogou por um time júnior nigeriano nos Jogos Pan-Africanos. Isso criou alguns problemas quando ele tentou jogar pela seleção masculina de basquete dos Estados Unidos. As regras da FIBA proíbem os jogadores de representarem mais de um país e os jogadores devem passar por um período de espera de três anos para qualquer mudança de nacionalidade. Olajuwon era inelegível para o "Dream Team", pois ele não se tornara cidadão americano.
Olajuwon tornou-se um cidadão americano naturalizado em 2 de abril de 1993. Para as Jogos Olímpicos de Verão de 1996, ele recebeu uma isenção da FIBA e foi elegível para jogar no Dream Team III. A equipe ganhou a medalha de ouro em Atlanta. Durante o torneio, ele compartilhou seus minutos com Shaquille O'Neal e David Robinson. Ele jogou 7 dos 8 jogos e foi titular em 2. Ele fez uma média de 5 pontos e 3,1 rebotes e teve 8 assistências e 6 roubos de bola em sete jogos.

## Perfil do jogador
Olajuwon era altamente qualificado como jogador ofensivo e defensivo. Na defesa, sua rara combinação de rapidez e força permitiu que ele defendesse uma ampla gama de jogadores de forma eficaz. Ele era conhecido por sua excelente capacidade de arremesso e seu talento único por roubar a bola. Olajuwon é o único jogador na história da NBA a registrar mais de 200 bloqueios e 200 roubos de bola na mesma temporada. Ele obteve uma média de 3,09 bloqueios e 1,75 roubadas por jogo em sua carreira. Ele é o único center a se classificar entre os dez melhores de todos os tempos em roubos de bola. Olajuwon também foi um excelente nos rebotes com uma média de 11.1 rebotes por jogo. Ele liderou a NBA nesse quesito por duas vezes, durante as temporadas de 1989 e 1990. Ele foi duas vezes nomeado o Jogador Defensivo do Ano da NBA e foi cinco vezes escolhido pela NBA All-Defensive First Team.
No ataque, Olajuwon era famoso por seu hábil arremesso de bandeja e seu ágil trabalho de pés. Com a bola, Hakeem exibiu uma vasta gama de movimentos giratórios, destacados em sua assinatura "Dream Shake" (veja abaixo). Ele foi um artilheiro prolífico, com média de 21,8 pontos por jogo em sua carreira e 3,3 rebotes ofensivos por jogo. Ele é um dos quatro únicos jogadores que registraram um quádruplo-duplo na NBA, o que só foi possível desde a temporada 1973-74, quando bloqueios e roubadas de bolas foram mantidas como estatísticas na NBA.

### Dream Shake
Olajuwon estabeleceu-se como um jogador ofensivo habilidoso, aperfeiçoando um conjunto de movimentos giratórios que ficaram conhecidos como a sua marca registrada Dream Shake. Shaquille O'Neal afirmou: "Hakeem tem cinco movimentos, depois quatro contra-ataques - o que lhe dá 20 movimentos". O próprio Olajuwon explicou como criou esses movimentos. "O Dream Shake foi na verdade um dos meus movimentos de futebol que eu traduzi para o basquete. Ele realizaria uma das três coisas: uma, direcionar o oponente e fazê-lo seguir o caminho oposto; dois, congelar o oponente e deixá-lo devastado, três, sacudir o adversário e dando-lhe nenhuma chance de defender o arremesso". O Dream Shake era muito difícil de defender, muito parecido com o "gancho" de Kareem Abdul-Jabbar.
Um notável Dream Shake aconteceu no segundo jogo das finais da Conferência Oeste de 1995 contra o Spurs. Com David Robinson defendendo, Olajuwon fez um cross-over, dirigiu-se para a cesta e fingiu um layup. Robinson, um excelente defensor, permaneceu plantado. Olajuwon girou no sentido anti-horário e fingiu um arremesso. Robinson, que foi eleito o MVP de 1995 da NBA, caiu e pulou para bloquear o arremesso. Com Robinson no ar, Olajuwon fez um movimento para cima e para baixo e fez uma cesta fácil.
Olajuwon se referiu ao basquete como ciência e descreveu seu movimento em detalhes vívidos: "Quando o armador me lança a bola, eu pulo para pegar a bola. Mas esse salto é a preparação para o segundo movimento, que eu chamo de "pouso por toque". O defensor está esperando que eu desça porque eu pulei, mas fui embora antes de pousar. Os defensores dizem "Uau, ele é rápido", mas eles não sabem que aonde estou indo é predeterminado. Ele está se baseando na rapidez, mas o salto é prepará-lo antes de eu descer, quando você pula, o defensor não pode reagir porque está esperando você descer para defendê-lo, então ele está congelado, não sabe o caminho que eu vou seguir. Ele não sabe para onde você vai virar e quando."

## Vida pessoal
Olajuwon casou-se com sua atual esposa, Dalia Asafi, em 8 de agosto de 1996, em Houston. Eles têm duas filhas, Rahmah e Aisha Olajuwon. Abisola Olajuwon, sua filha com Lita Spencer, que conheceu na faculdade, representou as West Girls no All American Game do McDonald's e jogou na WNBA.
Além do inglês, Olajuwon é fluente em francês, árabe e nas línguas nigerianas de ioruba e ekiti. Ele escreveu sua autobiografia, Living the Dream, com o co-autor Peter Knobler em 1996. Durante sua carreira de 18 anos na NBA, Olajuwon ganhou mais de US $ 107.000.000 em salário.
Olajuwon, que no início de sua carreira assinou um contrato com a LA Gear, mais tarde se tornou o rosto da linha de calçados esportivos da Spalding e endossou o The Dream, um tênis que vendeu em vários pontos (como Payless ShoeSource) por US $ 34,99. Isso fez dele um dos poucos jogadores bem conhecidos em qualquer esporte profissional a endossar um tênis fora das principais marcas de varejo: Nike, Reebok, Adidas, entre outros. Como Olajuwon declarou: "Como pode uma pobre mãe trabalhadora com três garotos comprar Nikes ou Reeboks que custam US $ 120? ... Ela não pode. Então as crianças roubam esses sapatos de lojas e de outras crianças. Às vezes eles matam por eles".

### Ensino superior
Frequentar a faculdade também foi uma prioridade importante para Olajuwon. Na Universidade de Houston, Olajuwon foi formado em educação física.

### Fé muçulmana
Na carreira universitária de Olajuwon e nos primeiros anos na NBA, ele era muitas vezes indisciplinado, respondendo às autoridades, participando de pequenas brigas com outros jogadores e acumulando faltas técnicas. Mais tarde, Olajuwon se interessou ativamente pela espiritualidade, tornando-se um muçulmano devoto. Em 9 de março de 1991, ele alterou seu nome de Akeem para a ortografia mais convencional de Hakeem, dizendo: "Eu não estou mudando a ortografia do meu nome, estou corrigindo isso". Mais tarde ele lembrou: "Eu estudei o Alcorão todos os dias. Em casa, na mesquita... eu lia em aviões, antes dos jogos e depois deles. Eu estava absorvendo a fé e aprendendo novos significados a cada vez que virava uma página. Eu não me envolvi com a fé, eu me entreguei a ela."
Olajuwon ainda era reconhecido como um dos center de elite da liga apesar de sua estrita observância do Ramadã (abstendo-se de comer e beber durante o dia por cerca de um mês), que ocorria durante a temporada. Olajuwon foi notado como às vezes jogando melhor durante o mês do Ramadã e em 1995 ele foi nomeado Melhor Jogador em fevereiro, embora o Ramadã tenha começado em 1.º de fevereiro daquele ano.

## Vida pós-NBA
Olajuwon jogou por 20 temporadas consecutivas em Houston, primeiro na University of Houston e depois profissionalmente para o Houston Rockets. Ele é considerado um ícone de Houston e um dos cidadãos mais queridos da cidade. Olajuwon teve grande sucesso no mercado imobiliário de Houston, com seus lucros estimados excedendo US $ 100 milhões. Olajuwon divide seu tempo entre a Jordânia, onde ele se mudou com sua família para prosseguir com seus estudos islâmicos e seu rancho perto de Houston.
Na temporada de 2006 da NBA, Olajuwon abriu seu primeiro Big Man Camp, onde ele ensina aos jovens jogadores. Enquanto Olajuwon nunca expressou interesse em treinar uma equipe, ele deseja ajudar jogadores mais jovens. Quando perguntado se os homens grandes estavam sendo menos enfatizados, Olajuwon respondeu: "Para um homem grande que é apenas grande, talvez. Mas não se você joga com velocidade, com agilidade. Sempre será o jogo de um grande homem se o grande homem joga da maneira certa. Na defesa, o grande homem pode se recuperar e fazer tocos. No ataque, ele atrai marcação duplas e cria oportunidades. Ele pode adicionar muito e tornar mais fácil para toda a equipe "
Olajuwon trabalhou com vários jogadores da NBA, incluindo o Emeka Okafor e Yao Ming. Em setembro de 2009, ele também trabalhou com Kobe Bryant o ensinando o Dream Shake. Mais recentemente, ele tem trabalhado com Dwight Howard, ajudando-o a diversificar seus movimentos de post e o foco mental. Na temporada de 2011, LeBron James voou para Houston e passou algum tempo trabalhando com Olajuwon. Olajuwon também trabalhou com Ömer Aşık, Donatas Motiejūnas, Amar'e Stoudemire, Carmelo Anthony, JaVale McGee e Kenneth Faried.
Olajuwon foi introduzido no Hall da Fama do Basquete Naismith Memorial como um membro da classe de 2008. Em 10 de abril de 2008, os Rockets revelaram uma escultura em homenagem a ele no Toyota Center.
Em 1º de agosto de 2015, Olajuwon fez uma aparição especial para o Team Africa no jogo da NBA Africa 2015. Ele se tornou um membro do Hall da Fama da FIBA em 2016.

## Estatísticas na NBA

### Temporada Regular
| † | Campeão da NBA           |
|   | Líder da Liga            |
|   | MVP da Temporada Regular |

| Ano      | Equipe   | PJ   | PT   | MPJ  | AP   | 3P    | LL   | RT   | AS  | BR  | TO  | PPJ  |
| -------- | -------- | ---- | ---- | ---- | ---- | ----- | ---- | ---- | --- | --- | --- | ---- |
| 1984-85  | Rockets  | 82   | 82   | 35.5 | .538 | .000  | .613 | 11.9 | 1.4 | 1.2 | 2.7 | 20.6 |
| 1985-86  | Rockets  | 68   | 68   | 36.3 | .526 | .000  | .645 | 11.5 | 2.0 | 2.0 | 3.4 | 23.5 |
| 1986-87  | Rockets  | 75   | 75   | 36.8 | .508 | .200  | .702 | 11.4 | 2.9 | 1.9 | 3.4 | 23.4 |
| 1987-88  | Rockets  | 79   | 79   | 35.8 | .514 | .000  | .695 | 12.1 | 2.1 | 2.1 | 2.7 | 22.8 |
| 1988-89  | Rockets  | 82   | 82   | 36.9 | .508 | .000  | .696 | 13.5 | 1.8 | 2.6 | 3.4 | 24.8 |
| 1989-90  | Rockets  | 82   | 82   | 38.1 | .501 | .167  | .713 | 14.0 | 2.9 | 2.1 | 4.6 | 24.3 |
| 1990-91  | Rockets  | 56   | 50   | 36.8 | .508 | .000  | .769 | 13.8 | 2.3 | 2.2 | 3.9 | 21.2 |
| 1991-92  | Rockets  | 70   | 69   | 37.7 | .502 | .000  | .766 | 12.1 | 2.2 | 1.8 | 4.3 | 21.6 |
| 1992-93  | Rockets  | 82   | 82   | 39.5 | .529 | .000  | .779 | 13.0 | 3.5 | 1.8 | 4.2 | 26.1 |
| 1993-94  | Rockets† | 80   | 80   | 41.0 | .528 | .421  | .716 | 11.9 | 3.6 | 1.6 | 3.7 | 27.3 |
| 1994-95  | Rockets† | 72   | 72   | 39.6 | .517 | .188  | .756 | 10.8 | 3.5 | 1.8 | 3.4 | 27.8 |
| 1995-96  | Rockets  | 72   | 72   | 38.8 | .514 | .214  | .724 | 10.9 | 3.6 | 1.6 | 2.9 | 26.9 |
| 1996-97  | Rockets  | 78   | 78   | 36.6 | .510 | .313  | .787 | 9.2  | 3.0 | 1.5 | 2.2 | 23.2 |
| 1997-98  | Rockets  | 47   | 45   | 34.7 | .483 | .000  | .755 | 9.8  | 3.0 | 1.8 | 2.0 | 16.4 |
| 1998-99  | Rockets  | 50   | 50   | 35.7 | .514 | .308  | .717 | 9.6  | 1.8 | 1.6 | 2.5 | 18.9 |
| 1999-00  | Rockets  | 44   | 28   | 23.8 | .458 | .000  | .616 | 6.2  | 1.4 | 0.9 | 1.6 | 10.3 |
| 2000-01  | Rockets  | 58   | 55   | 26.6 | .498 | .000  | .621 | 7.4  | 1.2 | 1.2 | 1.5 | 11.9 |
| 2001-02  | Raptors  | 61   | 37   | 22.6 | .464 | .000  | .560 | 6.0  | 1.1 | 1.2 | 1.5 | 7.1  |
| Carreira | Carreira | 1238 | 1186 | 35.7 | .512 | .202  | .712 | 11.1 | 2.5 | 1.7 | 3.1 | 21.8 |
| All-Star | All-Star | 12   | 8    | 22.5 | .409 | 1.000 | .520 | 7.8  | 1.4 | 1.3 | 1.9 | 9.8  |

### Playoffs
|  | MVP de Finais |

| Ano      | Equipe   | PJ  | PT  | MPJ  | AP   | 3P   | LL   | RT   | AS  | BR  | TO  | PPJ  |
| -------- | -------- | --- | --- | ---- | ---- | ---- | ---- | ---- | --- | --- | --- | ---- |
| 1985     | Rockets  | 5   | 5   | 37.4 | .477 | .000 | .478 | 13.0 | 1.4 | 1.4 | 2.6 | 21.2 |
| 1986     | Rockets  | 20  | 20  | 38.3 | .530 | .000 | .638 | 11.8 | 2.0 | 2.0 | 3.5 | 26.9 |
| 1987     | Rockets  | 10  | 10  | 38.9 | .615 | .000 | .742 | 11.3 | 2.5 | 1.3 | 4.3 | 29.2 |
| 1988     | Rockets  | 4   | 4   | 40.5 | .571 | .000 | .884 | 16.8 | 1.8 | 2.3 | 2.8 | 37.5 |
| 1989     | Rockets  | 4   | 4   | 40.5 | .519 | .000 | .680 | 13.0 | 3.0 | 2.5 | 2.8 | 25.3 |
| 1990     | Rockets  | 4   | 4   | 40.3 | .443 | .000 | .706 | 11.5 | 2.0 | 2.5 | 5.8 | 18.5 |
| 1991     | Rockets  | 3   | 3   | 43.0 | .578 | .000 | .824 | 14.7 | 2.0 | 1.3 | 2.7 | 22.0 |
| 1993     | Rockets  | 12  | 12  | 43.2 | .517 | .000 | .827 | 14.0 | 4.8 | 1.8 | 4.9 | 25.7 |
| 1994     | Rockets† | 23  | 23  | 43.0 | .519 | .500 | .795 | 11.0 | 4.3 | 1.7 | 4.0 | 28.9 |
| 1995     | Rockets† | 22  | 22  | 42.2 | .531 | .500 | .681 | 10.3 | 4.5 | 1.2 | 2.8 | 33.0 |
| 1996     | Rockets  | 8   | 8   | 41.1 | .510 | .000 | .725 | 9.1  | 3.9 | 1.9 | 2.1 | 22.4 |
| 1997     | Rockets  | 16  | 16  | 39.3 | .590 | .000 | .731 | 10.9 | 3.4 | 2.1 | 2.6 | 23.1 |
| 1998     | Rockets  | 5   | 5   | 38.0 | .394 | .000 | .727 | 10.8 | 2.4 | 1.0 | 3.2 | 20.4 |
| 1999     | Rockets  | 4   | 4   | 30.8 | .426 | .000 | .875 | 7.3  | 0.5 | 1.3 | 0.8 | 13.3 |
| 2002     | Raptors  | 5   | 0   | 17.2 | .545 | .000 | .667 | 3.8  | 0.4 | 1.4 | 0.8 | 5.6  |
| Carreira | Carreira | 145 | 140 | 39.6 | .528 | .222 | .719 | 11.2 | 3.2 | 1.7 | 3.3 | 25.9 |

## Prêmios e Homenagens
- National Basketball Association:
  - 2x Campeão da NBA: 1994 e 1995
    - 2x NBA Finals Most Valuable Player (MVP das Finais): 1994 e 1995

  - NBA Most Valuable Player (MVP): 1994
  - NBA All-Rookie Team: 1985
  - 2x NBA Defensive Player of the Year: 1993 e 1994
  - 12x NBA All-Star Game: 1985, 1986, 1987, 1988, 1989, 1990, 1992, 1993, 1994, 1995, 1996 e 1997
  - 12x All-NBA Team:
    - Primeiro Time: 1987, 1988, 1989, 1993, 1994 e 1997
    - Segundo Time: 1986, 1990 e 1996
    - Terceiro Time: 1991, 1995 e 1999

  - 9x NBA All-Defensive Team:
    - Primeiro Time: 1987, 1988, 1990, 1993 e 1994
    - Segundo Time: 1985, 1991, 1996 e 1997
- Seleção dos Estados Unidos:
  - Jogos Olímpicos:
    -  Medalha de Ouro: 1996
- Outras Honrarias:
  - ESPY de Melhor Jogador da NBA: 1994 e 1995